# Крипченко, Виктор Иванович
Виктор Иванович Кри́пченко (10 июля 1948, Львов — 22 октября 2019, Киев) — советский и украинский кинооператор.

## Биография
Родился 10 июля 1948 года во Львове в семье учителей. Окончил операторский факультет ВГИКа (1974). 
С 1974 года — оператор «Укркинохроники».
Член Национального союза кинематографистов Украины.
Скончался 22 октября 2019 года в Киеве. Похоронен на Северном кладбище.

## Фильмография
- 1974 — О дружбе поёт Украина (в соавторстве); Украина сегодня;
- 1975 — Суперкубок
- 1976 — Сад полон солнца; Александр Бойченко; Огни Приднепровья" (в соавторстве с И. Бабушкиным и Э. Л. Тимлиным; Диплом X Всесоюзного кинофестиваля, Рига, 1977); Этот тяжелый ручной мяч
- 1974, 1977 — Советская Украина. Годы борьбы и побед" (фильмы 1 и 3-й: «Начало пути»; «Путь свершений»
- 1978 — Верность
- 1980 — Вышивки красота нетленная; Вячеслав Павлович Губенко, хирург; Мария с Малой земли" (в соавторстве); Живи, человек" (II Приз XIV Всесоюзного кинофестиваля, Вильнюс, 1981)
- 1981 — Слушайте, слушайте Бетюка!; Не тронь меня!; Какая Марья без Ивана; Монолог матери
- 1982 — Нестареющее сердце поэта
- 1989 — Июльские грозы (дилогия: «Забастовка» (1989) и «Выброс» (1991, в соавторстве с С. Тимофеевым; реж. А. Карась и В. Г. Шкурин)[1]
- 1991 — Неизданный альбом
- 1992 — Оглянись на осень
- 1997 — К отчему порогу

## Награды и премии
- Государственная премия СССР (1988) — за документально-публицистический фильм «Чернобыль. Хроника трудных недель» (1987) производства Украинской СХДФ
- Государственная премия Украины имени Тараса Шевченко (1993) — за документальную кинодилогию «Июльские грозы» («Стачка», «Выброс»)